# Тереза Мендес
Маіря Тереза Мендес (ісп. María Teresa Méndez; нар. 29 жовтня 1982) — іспанська борчиня вільного стилю, бронзова призерка чемпіонату Європи, учасниця Олімпійських ігор.

## Життєпис
Боротьбою почала займатися з 2002 року.
Виступала за борцівський клуб «Альтаїр» Мадрид. Тренер — Франциско Барсія (з 2002).

## Спортивні результати на міжнародних змаганнях

### Виступи на Олімпіадах
| Змагання                    | Збірна  | Вагова категорія          | Місце |
| --------------------------- | ------- | ------------------------- | ----- |
| Літні Олімпійські ігри 2008 | Іспанія | жіноча боротьба, до 63 кг | 14    |

### Виступи на Чемпіонатах світу
| Змагання                        | Збірна  | Вагова категорія          | Місце |
| ------------------------------- | ------- | ------------------------- | ----- |
| Чемпіонат світу з боротьби 2006 | Іспанія | жіноча боротьба, до 67 кг | 5     |
| Чемпіонат світу з боротьби 2007 | Іспанія | жіноча боротьба, до 63 кг | 22    |
| Чемпіонат світу з боротьби 2009 | Іспанія | жіноча боротьба, до 63 кг | 14    |

### Виступи на Чемпіонатах Європи
| Змагання                         | Збірна  | Вагова категорія          | Місце  |
| -------------------------------- | ------- | ------------------------- | ------ |
| Чемпіонат Європи з боротьби 2005 | Іспанія | жіноча боротьба, до 67 кг | Бронза |
| Чемпіонат Європи з боротьби 2006 | Іспанія | жіноча боротьба, до 67 кг | 5      |
| Чемпіонат Європи з боротьби 2007 | Іспанія | жіноча боротьба, до 63 кг | 14     |
| Чемпіонат Європи з боротьби 2008 | Іспанія | жіноча боротьба, до 63 кг | 13     |
| Чемпіонат Європи з боротьби 2009 | Іспанія | жіноча боротьба, до 63 кг | 5      |
| Чемпіонат Європи з боротьби 2010 | Іспанія | жіноча боротьба, до 63 кг | 14     |

### Виступи на інших змаганнях
| Змагання                                                       | Збірна  | Вагова категорія          | Місце  |
| -------------------------------------------------------------- | ------- | ------------------------- | ------ |
| Гран-прі Німеччини з боротьби 2007                             | Іспанія | жіноча боротьба, до 63 кг | 9      |
| Олімпійський кваліфікаційний турнір з боротьби 2008 (Едмонтон) | Іспанія | жіноча боротьба, до 63 кг | Срібло |
| Austrian Ladies Open 2010                                      | Іспанія | жіноча боротьба, до 63 кг | 10     |